# David Limberský
David Limberský (Plzeň, 6 ottobre 1983) è un calciatore ceco, centrocampista del Domazlice.

## Caratteristiche tecniche
Limberský è un centrocampista esterno ma può essere impiegato anche come ala difensiva sia a destra che a sinistra. Viene frequentemente schierato come terzino, sia sulla fascia sinistra sia su quella destra. Spesso arriva al tiro da fuori area. Arrivato in Italia viene etichettato come "nuovo Nedvěd".

## Carriera

### Club

#### Gli esordi e le sfortunate avventure in Italia e in Inghilterra
Dopo esser cresciuto nelle giovanili del Viktoria Plzeň nel 2002 entra nella prima squadra del Football Club Viktoria Plzeň. Nella stagione 2003-04 grazie alle sue prestazioni sia a Plzeň che nell'Under-21 attira l'attenzione in Italia dove lo acquista il Genoa in compartecipazione con la Juventus. Il ceco rifiuta di giocare in serie B e allora nel mercato di riparazione 2004 viene mandato in prestito al Modena dove non si ambienta in quanto gli vengono preferiti Jacopo Balestri, Maurizio Domizzi e Fabio Vignaroli da Alberto Malesani prima e da Gianfranco Bellotto poi. Riesce a ritagliarsi quattro spazi totalizzando circa 60 minuti contro Perugia, Empoli, Lecce e Parma. Esordisce in serie A il 22 febbraio 2004 in Modena-Empoli 1-1 entrando al posto di Mauro Mayer allo scadere. A luglio 2004 fa alcuni provini con l'Udinese che però, dopo aver valutato se tesserarlo o meno, decide di scartarlo. Il calciatore rimane svincolato quindi torna al Viktoria Plzeň dove gioca fino al 7 gennaio 2005 quando viene acquistato in prestito dalla società inglese del Tottenham: nonostante il ds dei londinesi Frank Arnesen lo abbia elogiato durante la presentazione con la nuova maglia, l'allenatore Martin Jol non lo schiera in nessun incontro con gli Spurs.

#### Il ritorno in patria e la svolta
A fine stagione torna al Viktoria Plzeň dove trova sempre un posto da titolare fisso. Nel 2007 arriva allo Sparta Praga dove trova spazio per giocare costantemente e contribuire al successo sia in campionato sia in coppa. Nel 2008 torna nella sua città natale, nuovamente per giocare con la maglia del Viktoria. In patria le sue prestazioni diventano quasi fondamentali per la squadra che viene portata a disputare un campionato tranquillo nel 2008 dove riesordisce in Gambrinus Liga il 2 agosto 2008 in Viktoria Plzeň-Viktoria Žižkov, prima giornata di campionato, giocata da titolare e vinta 3-2 anche grazie ad una rete realizzata proprio da Limberský. Nel 2009 e conclude il campionato 2010 al quinto posto guadagnandosi l'accesso alla Europa League per l'esclusione del Teplice che rinuncia all'Europa. La squadra trionfa in coppa nazionale battendo 2-1 lo Jablonec 97 squadra tra l'altro già sconfitta nella medesima competizione e con lo stesso punteggio quando Limberský militava nelle file dello Sparta Praga. Segna in Europa League in Viktoria Plzeň-Beşiktaş la rete dell'1-0 nell'1-1 finale. Al ritorno i cechi verranno eliminati con un netto 3-0 a Istanbul.

### Nazionale
Dopo aver partecipato costantemente alle selezioni Under-20 e Under-21 tra il 2003 ed il 2005 viene promosso nella Nazionale maggiore nel 2009.
Viene convocato per gli Europei 2016 in Francia.

## Statistiche

### Cronologia presenze e reti in Nazionale
| Cronologia completa delle presenze e delle reti in nazionale ― Rep. Ceca | Cronologia completa delle presenze e delle reti in nazionale ― Rep. Ceca | Cronologia completa delle presenze e delle reti in nazionale ― Rep. Ceca | Cronologia completa delle presenze e delle reti in nazionale ― Rep. Ceca | Cronologia completa delle presenze e delle reti in nazionale ― Rep. Ceca | Cronologia completa delle presenze e delle reti in nazionale ― Rep. Ceca | Cronologia completa delle presenze e delle reti in nazionale ― Rep. Ceca | Cronologia completa delle presenze e delle reti in nazionale ― Rep. Ceca |
| Data                                                                     | Città                                                                    | In casa                                                                  | Risultato                                                                | Ospiti                                                                   | Competizione                                                             | Reti                                                                     | Note                                                                     |
| ------------------------------------------------------------------------ | ------------------------------------------------------------------------ | ------------------------------------------------------------------------ | ------------------------------------------------------------------------ | ------------------------------------------------------------------------ | ------------------------------------------------------------------------ | ------------------------------------------------------------------------ | ------------------------------------------------------------------------ |
| 5-6-2009                                                                 | Jablonec nad Nisou                                                       | Rep. Ceca                                                                | 1 – 0                                                                    | Malta                                                                    | Amichevole                                                               | -                                                                        | 46’ 86’                                                                  |
| 15-11-2009                                                               | al-'Ayn                                                                  | Emirati Arabi Uniti                                                      | 0 – 0 dts (3 - 2 dtr)                                                    | Rep. Ceca                                                                | UAE International Cup - Semifinale                                       | -                                                                        | 62’                                                                      |
| 18-11-2009                                                               | al-'Ayn                                                                  | Azerbaigian                                                              | 2 – 0                                                                    | Rep. Ceca                                                                | UAE International Cup - Finale 3º-4º posto                               | -                                                                        |                                                                          |
| 26-5-2010                                                                | East Hartford                                                            | Stati Uniti                                                              | 2 – 4                                                                    | Rep. Ceca                                                                | Amichevole                                                               | -                                                                        | 90’                                                                      |
| 17-11-2010                                                               | Aarhus                                                                   | Danimarca                                                                | 0 – 0                                                                    | Rep. Ceca                                                                | Amichevole                                                               | -                                                                        | 85’                                                                      |
| 9-2-2011                                                                 | Pola                                                                     | Croazia                                                                  | 4 – 2                                                                    | Rep. Ceca                                                                | Amichevole                                                               | -                                                                        | 77’                                                                      |
| 29-2-2012                                                                | Dublino                                                                  | Irlanda                                                                  | 1 – 1                                                                    | Rep. Ceca                                                                | Amichevole                                                               | -                                                                        |                                                                          |
| 26-5-2012                                                                | Hartberg                                                                 | Israele                                                                  | 1 – 2                                                                    | Rep. Ceca                                                                | Amichevole                                                               | -                                                                        | 78’                                                                      |
| 1-6-2012                                                                 | Praga                                                                    | Rep. Ceca                                                                | 1 – 2                                                                    | Ungheria                                                                 | Amichevole                                                               | -                                                                        |                                                                          |
| 12-6-2012                                                                | Breslavia                                                                | Grecia                                                                   | 1 – 2                                                                    | Rep. Ceca                                                                | Euro 2012 - 1º turno                                                     | -                                                                        |                                                                          |
| 16-6-2012                                                                | Breslavia                                                                | Polonia                                                                  | 0 – 1                                                                    | Rep. Ceca                                                                | Euro 2012 - 1º turno                                                     | -                                                                        | 12’                                                                      |
| 21-6-2012                                                                | Varsavia                                                                 | Rep. Ceca                                                                | 0 – 1                                                                    | Portogallo                                                               | Euro 2012 - Quarti di finale                                             | -                                                                        | 90’                                                                      |
| 15-8-2012                                                                | Leopoli                                                                  | Ucraina                                                                  | 0 – 0                                                                    | Rep. Ceca                                                                | Amichevole                                                               | -                                                                        | 66’                                                                      |
| 12-10-2012                                                               | Plzeň                                                                    | Rep. Ceca                                                                | 3 – 1                                                                    | Malta                                                                    | Qual. Mondiali 2014                                                      | -                                                                        |                                                                          |
| 16-10-2012                                                               | Praga                                                                    | Rep. Ceca                                                                | 0 – 0                                                                    | Bulgaria                                                                 | Qual. Mondiali 2014                                                      | -                                                                        |                                                                          |
| 14-11-2012                                                               | Olomouc                                                                  | Rep. Ceca                                                                | 3 – 0                                                                    | Slovacchia                                                               | Amichevole                                                               | -                                                                        | 74’                                                                      |
| 6-2-2013                                                                 | Istanbul                                                                 | Turchia                                                                  | 0 – 2                                                                    | Rep. Ceca                                                                | Amichevole                                                               | -                                                                        |                                                                          |
| 22-3-2013                                                                | Olomouc                                                                  | Rep. Ceca                                                                | 0 – 3                                                                    | Danimarca                                                                | Qual. Mondiali 2014                                                      | -                                                                        |                                                                          |
| 26-3-2013                                                                | Erevan                                                                   | Armenia                                                                  | 0 – 3                                                                    | Rep. Ceca                                                                | Qual. Mondiali 2014                                                      | -                                                                        |                                                                          |
| 7-6-2013                                                                 | Praga                                                                    | Rep. Ceca                                                                | 0 – 0                                                                    | Italia                                                                   | Qual. Mondiali 2014                                                      | -                                                                        | 20’                                                                      |
| 14-8-2013                                                                | Budapest                                                                 | Ungheria                                                                 | 1 – 1                                                                    | Rep. Ceca                                                                | Amichevole                                                               | -                                                                        | 58’                                                                      |
| 6-9-2013                                                                 | Praga                                                                    | Rep. Ceca                                                                | 1 – 2                                                                    | Armenia                                                                  | Qual. Mondiali 2014                                                      | -                                                                        | 25’ 65’                                                                  |
| 10-9-2013                                                                | Torino                                                                   | Italia                                                                   | 2 – 1                                                                    | Rep. Ceca                                                                | Qual. Mondiali 2014                                                      | -                                                                        |                                                                          |
| 5-3-2014                                                                 | Praga                                                                    | Rep. Ceca                                                                | 2 – 2                                                                    | Norvegia                                                                 | Amichevole                                                               | -                                                                        | 62’                                                                      |
| 21-5-2014                                                                | Helsinki                                                                 | Finlandia                                                                | 2 – 2                                                                    | Rep. Ceca                                                                | Amichevole                                                               | -                                                                        | 66’                                                                      |
| 3-6-2014                                                                 | Olomouc                                                                  | Rep. Ceca                                                                | 1 – 2                                                                    | Austria                                                                  | Amichevole                                                               | -                                                                        | cap. 73’                                                                 |
| 3-9-2014                                                                 | Praga                                                                    | Rep. Ceca                                                                | 0 – 1                                                                    | Stati Uniti                                                              | Amichevole                                                               | -                                                                        |                                                                          |
| 9-9-2014                                                                 | Praga                                                                    | Rep. Ceca                                                                | 2 – 1                                                                    | Paesi Bassi                                                              | Qual. Euro 2016                                                          | -                                                                        | 90+3’                                                                    |
| 10-10-2014                                                               | Istanbul                                                                 | Turchia                                                                  | 1 – 2                                                                    | Rep. Ceca                                                                | Qual. Euro 2016                                                          | -                                                                        |                                                                          |
| 13-10-2014                                                               | Astana                                                                   | Kazakistan                                                               | 2 – 4                                                                    | Rep. Ceca                                                                | Qual. Euro 2016                                                          | -                                                                        |                                                                          |
| 28-3-2015                                                                | Praga                                                                    | Rep. Ceca                                                                | 1 – 1                                                                    | Lettonia                                                                 | Qual. Euro 2016                                                          | -                                                                        | 47’                                                                      |
| 12-6-2015                                                                | Reykjavík                                                                | Islanda                                                                  | 2 – 1                                                                    | Rep. Ceca                                                                | Qual. Euro 2016                                                          | -                                                                        |                                                                          |
| 3-9-2015                                                                 | Plzeň                                                                    | Rep. Ceca                                                                | 2 – 1                                                                    | Kazakistan                                                               | Qual. Euro 2016                                                          | -                                                                        |                                                                          |
| 6-9-2015                                                                 | Riga                                                                     | Lettonia                                                                 | 1 – 2                                                                    | Rep. Ceca                                                                | Qual. Euro 2016                                                          | 1                                                                        |                                                                          |
| 24-3-2016                                                                | Praga                                                                    | Rep. Ceca                                                                | 0 – 1                                                                    | Scozia                                                                   | Amichevole                                                               | -                                                                        | 29’                                                                      |
| 27-5-2016                                                                | Kufstein                                                                 | Rep. Ceca                                                                | 6 – 0                                                                    | Malta                                                                    | Amichevole                                                               | -                                                                        | 46’                                                                      |
| 1-6-2016                                                                 | Innsbruck                                                                | Rep. Ceca                                                                | 2 – 1                                                                    | Russia                                                                   | Amichevole                                                               | -                                                                        | 64’                                                                      |
| 5-6-2016                                                                 | Praga                                                                    | Rep. Ceca                                                                | 1 – 2                                                                    | Corea del Sud                                                            | Amichevole                                                               | -                                                                        | 46’                                                                      |
| 13-6-2016                                                                | Tolosa                                                                   | Spagna                                                                   | 1 – 0                                                                    | Rep. Ceca                                                                | Euro 2016 - 1º turno                                                     | -                                                                        | 61’                                                                      |
| 17-6-2016                                                                | Saint-Étienne                                                            | Rep. Ceca                                                                | 2 – 2                                                                    | Croazia                                                                  | Euro 2016 - 1º turno                                                     | -                                                                        |                                                                          |
| Totale                                                                   |                                                                          | Presenze                                                                 | 40                                                                       |                                                                          | Reti                                                                     | 1                                                                        |                                                                          |

## Palmarès

### Club

#### Competizioni nazionali
- Campionato ceco: 2

Sparta Praga: 2006-2007
Viktoria Plzeň: 2010-2011
- Pohár ČMFS: 2

Sparta Praga: 2006-2007
Viktoria Plzeň: 2009-2010